# Lars Engelbrecht

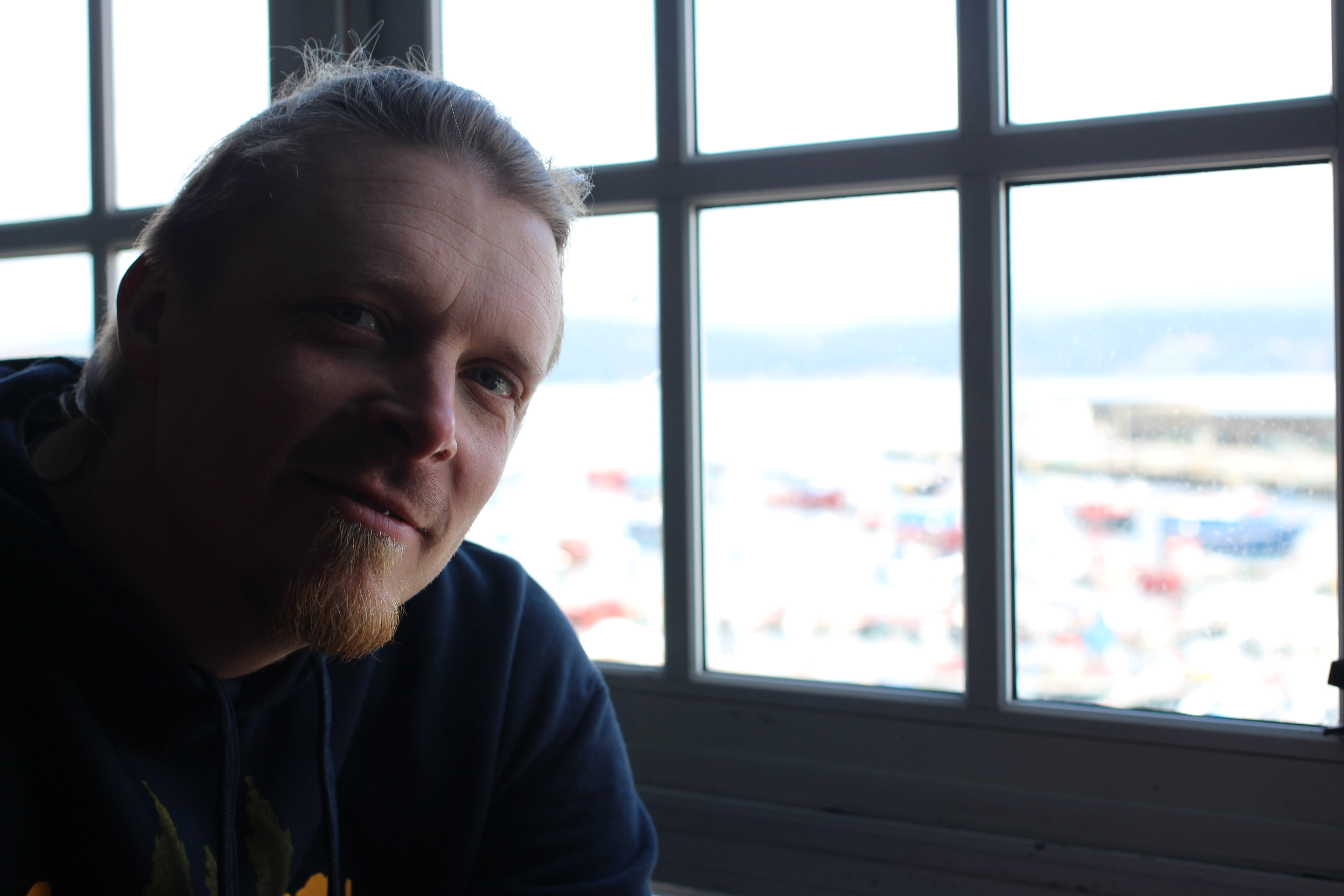
Lars Engelbrecht (2014)

Lars Engelbrecht (* 1978 in Kassel) ist ein deutscher Kinderbuchautor, Illustrator und Musiker. Er veröffentlicht auch unter dem Namen NGLbrecht.

## Leben
Lars Engelbrecht wuchs in Goslar-Oker am Harz auf. Von 1995 bis 2005 war er Sänger und Songwriter der Mittelalterrockband Moskote, mit der er drei Alben veröffentlichte. 2012 folgte das Album Kein schöner Sand mit der Folk-Rockband Keine Geige. Unter dem Pseudonym „De NGLbrecht“ veröffentlichte er ab 2022 weitere Alben und Singles auf Streaming-Plattformen, unter anderen auf Spotify und bei Apple Music.
Engelbrecht ist seit 2014 freier Autor, Entertainer und Journalist. Aus seiner Feder stammen Kinderbücher, Hörspiele, Musiken sowie Fernseh- und Radiobeiträge. Er hat vormals als evangelischer Diakon und Sozialpädagoge gearbeitet. „Das Gretzo“ und seine „Meerchen“ lässt Engelbrecht norddeutsche Geschichten als Hörspiele, Musik und musikalische Live-Show erzählen.
Mit seinen Live-Programmen ist Engelbrecht überwiegend in Norddeutschland unterwegs. 2019 entwickelte er eine plattdeutsche Show, mit der er im Auftrag der Universität Greifswald Schüler an die Niederdeutsche Sprache heranführt. Außerdem ist er Autor des Projektes Heimatschatzkiste des Landesheimatverbandes Mecklenburg-Vorpommern e.V., 2018 / 2019.
Er war Autor und Regisseur für die regionalen Kurzfilme Mit Ketten am Himmel (2020) und Licht in der Finsternis (2020). Auf Instagram und in regionalen Zeitungen veröffentlicht er als Autor und Illustrator die regionalen Comicstrips auf Platt- und Hochdeutsch von den WACHEN DER HANSE.
Arbeitet als freier Journalist im NDR
Engelbrecht ist Mitglied im Deutschen Journalisten Verband, im Bund Niederdeutscher Autoren, im Heimatverband Mecklenburg-Vorpommern und bei der Schwestern- und Brüderschaft des Evangelischen Johannesstifts, Berlin.

## Musikalben
mit Moskote
- 1999: Der Feuerbarde[8]
- 2000: Die Wiederkehr[9]
- 2003: Siebenstreich[10]

mit Keine Geige
- 2012: Kein schöner Sand

mit Das Gretzo
- 2019: MEERCHEN-Songs[11]

Soloalbum de NGLbrecht
- 2021: Schlaraffenland[12]
- 2021: #dorbüstduplatt[13]

## Bücher und Hörbücher (Auszug)
- Die traurige Lachmöwe. Spica Verlag, Neubrandenburg 2017, ISBN 978-3-946732-31-0.
- Das Gretzo auf dem Pferdehof. (Hörbuch), Nova MD, Vachendorf 2016, ISBN 978-3-96111-172-5.
- Das Gretzo und der Sanddorn. Pro Business, Berlin 2016, ISBN 978-3-86460-485-0.
- Das Gretzo will wissen, was Weihnachten ist. (Hörbuch), Nova MD, Vachendorf 2016, ISBN 978-3-96111-171-8.
- Engel im Hafen? Wittig, Kiel 2015, ISBN 978-3-8048-4511-4.
- Das Gretzo will segeln. Pro-Business-Verlag, Berlin 2014, ISBN 978-3-86386-755-3.
- Charlie hat den Hut auf[14] Heimatverband Mecklenburg-Vorpommern e.V.
- "WACHEN DER HANSE" – Comic[15] bei PI-Print Stralsund 2024
- Herausgeber des plattdeutschen Voss-un-Haas-Kalender 2026